# پل هارینگتون (موسیقی‌دان)
پل هارینگتون (به انگلیسی: Paul Harrington) (زاده ۸ مهٔ ۱۹۶۰) موسیقی‌دان ایرلندی است.
او در سال ۱۹۹۴ به نماینگی از ایرلند و به همراه چارلی مک‌گتیگان در مسابقه یوروویژن شرکت کرد و برنده شد.